# Tân đảng (Đài Loan)
Tân đảng (chữ Hán chính thể: 新黨, bính âm: Xīn dăng), tên trước đây là Trung Hoa Tân đảng (CNP; 中華新黨, Zhōnghúa Xīn dăng), là một chính đảng ở Trung Hoa Dân Quốc (Đài Loan).
Trung Hoa Tân đảng được thành lập từ một bộ phận tách ra từ đảng đương quyền lúc đó là Quốc dân đảng (KMT) bởi các thành viên của Liên tuyến Tân Quốc dân đảng trong tháng 8 năm 1993. Các thành viên của Liên tuyến này đã cáo buộc Chủ tịch Quốc dân đảng Lý Đăng Huy là có xu hướng chuyên quyền và đưa đảng xa rời mục tiêu thống nhất Trung Quốc.